# Clubiona dysderiformis
Clubiona dysderiformis är en spindelart som först beskrevs av Félix Édouard Guérin-Méneville 1838.  Clubiona dysderiformis ingår i släktet Clubiona och familjen säckspindlar. Inga underarter finns listade i Catalogue of Life.